# Oecetis minuta
Oecetis minuta är en nattsländeart som beskrevs av Martynov 1935. Oecetis minuta ingår i släktet Oecetis och familjen långhornssländor. Inga underarter finns listade i Catalogue of Life.